# Карлтонский колледж
Карлтонский колледж (англ. Carleton College) — частный гуманитарный колледж, расположенный в Нортфилде в Миннесоте. Он предлагает степень бакалавра, и в настоящее время в нём обучаются 2057 студентов.
Карлтонский колледж часто входит в десятку лучших колледжей гуманитарных наук США. В 2015 году журнал US News & World Report поставил его на восьмое место по общему качеству и первое по качеству преподавания среди колледжей гуманитарных наук США.
Среди выпускников Карлтонского колледжа были экономист Торстейн Веблен (1880), министр обороны 1969—1973 годов Мелвин Лэрд и генетик Мари-Клэр Кинг.